# Johanna Ernst
Johanna Ernst (Mittersill, 16 de noviembre de 1992) es una deportista austríaca que compitió en escalada, especialista en la prueba de dificultad.
Ganó dos medallas en el Campeonato Mundial de Escalada, oro en 2009 y bronce en 2012, y dos medallas en el Campeonato Europeo de Escalada, oro en 2008 y plata en 2010.

## Palmarés internacional
| Campeonato Mundial | Campeonato Mundial | Campeonato Mundial | Campeonato Mundial |
| Año                | Lugar              | Medalla            | Prueba             |
| ------------------ | ------------------ | ------------------ | ------------------ |
| 2009               | Xining (China)     | Medalla de oro     | Dificultad         |
| 2012               | París (Francia)    | Medalla de bronce  | Dificultad         |
| Campeonato Europeo |                    |                    |                    |
| Año                | Lugar              | Medalla            | Prueba             |
| 2008               | París (Francia)    | Medalla de oro     | Dificultad         |
| 2010               | Imst (Austria)     | Medalla de plata   | Dificultad         |